# Astrid Øyre Slind
Astrid Øyre Slind est une fondeuse norvégienne, née le 9 février 1988.

## Biographie
Elle démarre dans la Coupe du monde lors de la saison 2008-2009 avec une 22e place à Davos.
Aux Championnats du monde des moins de 23 ans, elle gagne deux médailles en poursuite, l'argent en 2009 puis l'or en 2010.
Lors de l'Universiade d'hiver de 2013, elle gagne la médaille d'or au cinq kilomètres libre et celle de bronze au quinze kilomètres classique.
Deux de ses sœurs évoluent aussi au niveau international en ski de fond : Kari Øyre Slind et Silje Øyre Slind.

## Palmarès

### Championnats du monde
| Épreuve / Édition       | Sprint                           | Sprint                           | 10 km | 10 km     | Skiathlon                 | 30 km/50 km | Relais | Relais                   |
| Épreuve / Édition       | libre                            | classique                        | libre | classique | Skiathlon                 | 30 km/50 km | Sprint | 4 × 5 km / 7.5 km        |
| Mondiaux 2023 Planica   | Épreuve inexistante à cette date |                                  |       |           | Médaille de bronze, monde |             |        | Médaille d'or, monde     |
| Mondiaux 2025 Trondheim |                                  | Épreuve inexistante à cette date |       |           |                           |             |        | Médaille d'argent, monde |

Légende :
- : première place, médaille d'or
- : deuxième place, médaille d'argent
- : troisième place, médaille de bronze
- : pas d'épreuve
- — : Non disputée

### Coupe du monde
- 11 podiums : 2 victoires, 5 deuxièmes places et 4 troisièmes places.
- 1 podium en sprint par équipes : 1 deuxième place.

#### Course par étapes
5 podiums dont 2 victoires :
- Tour de Ski : 
  - 5 podiums dont 2 victoires

##### Détail des victoires
| Épreuve / Édition | Sprint | Sprint    | 10 km | 10 km     | Skiathlon 2 × 7,5 km | 20 km    | 20 km     | 50 km | Tour de ski ou Nordic Opening |
| Épreuve / Édition | libre  | classique | libre | classique | Skiathlon 2 × 7,5 km | libre    | classique | 50 km | Tour de ski ou Nordic Opening |
| 2024-25           |        |           |       |           |                      | Engadine | Davos     |       |                               |

##### Détail des victoires par étapes
| Date             | Lieu    | Pays   | Compétition | Discipline |
| ---------------- | ------- | ------ | ----------- | ---------- |
| 31 décembre 2024 | Toblach | Italie | Tour de Ski | 20km MS TL |
| 1 janvier 2025   | Toblach | Italie | Tour de Ski | 15km H TC  |

Légende :

TC = classique

TL = libre

SP = sprint

MS = départ en masse

H = départ avec handicap